# 克林頓鎮區 (印地安納州拉波特縣)
克林頓鎮區（英語：Clinton Township）是位於美國印地安納州拉波特縣的一個行政鎮區。

## 地方資料
根據2010年美國人口普查的數據，克林頓鎮區的面積為89.20平方千米，當中陸地面積為89.10平方千米，而水域面積為0.10平方千米。當地共有人口1507人，而人口密度為每平方千米16.89人。